# Gudensø
Gudensø är en sjö i Danmark.   Den ligger söder om Ry i Region Mittjylland. Gudensø ligger 22 meter över havet.Arean är 1,3 kvadratkilometer. Trakten runt Gudensø består till största delen av jordbruksmark. Den sträcker sig 1,9 kilometer i nord-sydlig riktning, och 1,6 kilometer i öst-västlig riktning.
Danmarks längsta vattendrag, Gudenå, flyter genom Gudensø.